# Такер, Том
Томас Арнольд Такер (или «Brown Tom») (род. 11 апреля 1974, Лэнгли, Британская Колумбия, Канада) — канадский музыкант. Вместе с Тео Гуцинакисом в 1994 году образовал панк-группу Gob. С 2009 года является гитаристом в группе Sum 41.

## Биография
С самого детства Том играл на всех музыкальных инструментах, которые ему попадались. Он играл на пианино, которое находилось у его бабушки, на гитаре и банджо у дедушки. В 12 лет он пробовал играть на барабанах, но денег на их покупку у него не было. Работая разносчиком газет, он смог накопить только на гитару. Но настоящее желание играть у Тома возникло лишь после того, как он послушал альбом Appetite for Destruction группы Guns N’ Roses. Позже он мог сыграть весь этот альбом на любом инструменте. До того как начать играть в группе Gob, которая и принесла ему известность, он играл в стиле rock-metall.

## Карьера

### Gob (1994-наши дни)
Такер был вокалистом и одним из двух гитаристов канадской панк-рок-группы Gob. Свой дебютный одноимённый альбом группа выпустила в 1994 году. Далее группа подписала контракты с музыкальными лейблами Nettwerk и EMI и выпустила пять студийных альбомов. Также Том любит следующие песни: «18», «Dead end love», «About my summer», «Prescription».

### Sum 41 (2007-наше время)
С 2007 года является тур-гитаристом в группе Sum 41. Играет на гитаре Gibson Les Paul, которую ему подарил Дерик Уибли. Так же на концертах Sum 41 Том играет на клавишных. С 2009 года Том является полноценным участником группы. Любимые песни Sum 41 у Тома: «Still Waiting», «88», «Fat Lip», «Mr. Amsterdam», «The Jester», «Confusion/Frustration», «Holy Image of Lies», «Sick of Everyone».
Помимо этого, Том принимал участие в написании сингла «Screaming Bloody Murder».

## Прочее
В сентябре 2011 года в интервью с Тоддом Морсом из The Operation M.D., он сообщил что группа отправляется в тур по Европе и Том Такер возможно отправится с ними вместе с барабанщиком Маттом Бранном, после того как Sum 41 отменили все гастроли до конца 2011 года.
9 августа 2013 Такер на сайте Twitter сообщил, что в связи с рождением у Тодда Морса ребёнка, Том займёт его место на нескольких выступлениях The Offspring.

## Дополнительные факты
Том Такер — вегетарианец.

## Дискография

### Gob
- Gob (1994)
- Too Late... No Friends (1995)
- How Far Shallow Takes You (1998)
- World According to Gob (2001)
- Foot in Mouth Disease (2003)
- Muertos Vivos (2007)
- Gob Documentary (2011)
- Apt 13 (2014)

### Sum 41
- All the Good Shit (2009) (гитару Тома слышно на бонусных треках с живых концертов)
- Screaming Bloody Murder (2011)
- 13 Voices (2016)
- Order in Decline (2019)

### Другое
- FUBAR: The Album (2002)
- By A Thread (2007) (продюсер)
- Floodlight (2009) (продюсер)